# Michaëlle Jean
Michaëlle Jean, született Marie Michaëlle Eden Jean (Port-au-Prince, 1957. szeptember 6.) kanadai politikus, diplomata, televíziós műsorvezető és újságíró, 2005 és 2010 között Kanada főkormányzója. 2014. november 30-án Frankofónia Nemzetközi Szervezete a dakari közgyűlésén főtitkárrá választotta; ő az első nő, aki betölti ezt a tisztséget 2018-ig.

## Élete
Haitiből 1968-ban menekült családjával Kanadába. A montréali egyetemen összehasonlító irodalmat tanult, majd olaszt tanított az egyetemen. A tanulmányai alatt nyolc évig dolgozott a bántalmazott nők részére létesített menhelyeken, és közreműködött több új menhely létrehozásában. Utóbb újságíróként tevékenykedett a Radio-Canada és CBC Newsworld televíziós csatornáknál. Munkásságát több díjjal ismerték el: Mireille-Lanctôt-díj a családon belüli erőszakról szóló riportjáért, Anik-díj a haiti szegénységről szóló riportjáért, a kanadai Amnesty International újságírói díja. Közreműködött férje, Jean-Daniel Lafond filmrendező több dokumentumfilmjében.
2005. szeptemberben Kanada 27. főkormányzójává nevezték ki; a tisztséget 2010-ig töltötte be.